# Base de la Fuerza Aérea McConnell
McConnell AFB es un lugar designado por el censo ubicado en el condado de Sedgwick  en el estado estadounidense de Kansas. En el año 2010 tenía una población de 1777 habitantes.